# Baddeley Devesi

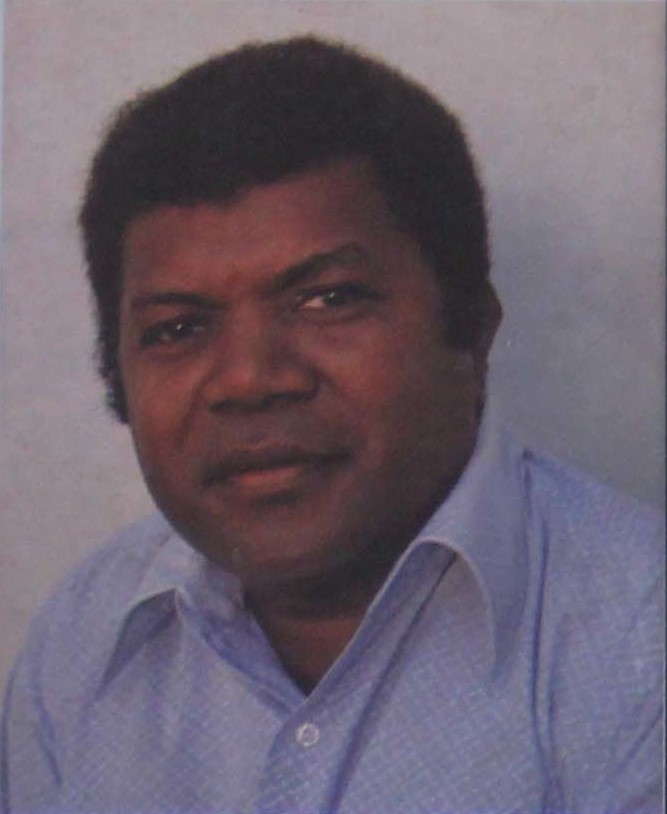
Devesi (1981)

Sir Baddeley Devesi GCMG GCVO (* 16. Oktober 1941 auf Guadalcanal, Salomonen; † 16. Februar 2012) war ein Politiker der Salomonen, der unter anderem von 1978 bis 1988 erster Generalgouverneur der Salomonen war.

## Leben
Baddeley Devesi gehörte zu den Führern der Bewegung, die die Unabhängigkeit des britischen Protektorats forderten und kritisierte nach der Gewährung einer inneren Autonomie 1976 insbesondere die mangelnde Vorbereitung der Gewährung der Unabhängigkeit Großbritanniens, die zu Spannungen und politischen Krisen führte.
Nach der Unabhängigkeit der Salomonen von Großbritannien am 7. Juli 1978 wurde er der erste Generalgouverneur des Landes und bekleidete diese Funktion für zwei fünfjährige Amtszeiten bis zum 7. Juli 1988 und seiner Ablösung durch George Lepping. Für seine Verdienste wurde er am 22. Januar 1980 als Knight Grand Cross des Order of St. Michael and St. George geadelt und führte fortan das Prädikat „Sir“. Am 18. Oktober 1982 wurde er auch zum Knight Grand Cross des Royal Victorian Order erhoben.
Im Anschluss engagierte sich Baddeley Devesi auch weiterhin in der Politik und wurde zum Mitglied in das Nationalparlament der Salomonen gewählt, in dem er mehrere Jahre den Wahlkreis North East Guadalcanal vertrat.
Im März 1989 wurde er von Premierminister Solomon Mamaloni zum Außenminister in dessen Kabinett berufen und war nach einer Kabinettsumbildung 1990 bis Juni 1993 stellvertretender Premierminister sowie bis 1992 zugleich auch Innenminister in der Regierung Mamalonis.
Das Amt des stellvertretenden Premierministers übernahm er erneut im August 1997 in der Regierung von Premierminister Bartholomew Ulufa'alu. Diese Funktion übte er bis zum Putsch und der damit verbundenen Entführung von Premierminister Ulufa'alu im Juni 2000 durch Mitglieder der Malaita Eagle Force aus, die dem Premierminister vorwarfen, sich nicht ausreichend für die Interessen von Malaita eingesetzt zu haben. Während dieser ethnischen Spannungen setzte er sich für eine Freilassung des Premierministers sowie Befriedung der Verhältnisse ein und zog sich im Anschluss aus dem politischen Leben zurück.